# バスケットボールフランス代表
バスケットボールフランス代表 (France national basketball team) は、フランスバスケットボール連盟によって編成されるバスケットボールのナショナルチームである。ニックネームは「Les Bleus」。

## 主な国際大会成績

### 夏季オリンピック
- 1936年：19-21位
- 1948年：銀メダル
- 1952年：8位
- 1956年：4位
- 1960年：10位
- 1984年：11位
- 2000年：銀メダル
- 2012年：6位
- 2016年：6位
- 2020年：銀メダル
- 2024年：銀メダル

### ワールドカップ
- 1950年：6位
- 1954年：4位
- 1963年：5位
- 1986年：13位
- 2006年：5位
- 2010年：13位
- 2014年：3位
- 2019年：3位
- 2023年：18位

### ユーロバスケット
- 優勝（2015）
- 準優勝（1949、2011、2022）
- 3位（1937, 1951, 1953, 1959, 2005, 2015）

## 現在の代表選手
ユーロバスケット2025のロスター
- ティモテー・ルワウ=キャバロ
- グエルション・ヤブセレ
- テオ・マレドン
- エリー・オコボ
- ビラル・クリバリ
- シルヴァン・フランシスコ
- ザッカリー・リザシェイ
- アレクサンドル・サール
- ジェイレン・ホアード
- ムハンマドゥ・ジャイテー
- マシュー・ストラゼル
- イサイア・コルディニエ

## 歴代代表選手
- トニー・パーカー
- ボリス・ディアウ
- ロニー・トゥリアフ
- ジョフリー・ロヴァーン
- ヨハン・ペトロ
- アレクシス・アジンサ
- フローラン・ピートラス
- ケビン・セラフィン
- アマット・ウンバイ
- ナンド・デ・コロ
- アクセル・トゥーパン
- ニコラ・バトゥーム
- ルディ・ゴベア
- エバン・フォーニエ
- トマ・エウテル
- エドウィン・ジャクソン
- アントワーヌ・ディオ
- ポール・ラコンブ
- ムスタファ・フォール
- アンドリュー・アルビシー

## 歴代ヘッドコーチ
- ヴィンセント・コレット (2009-2024)
- フレデリック・フォトゥクス (2024-)